# Green Day
Green Day es una banda estadounidense de punk rock integrada por Billie Joe Armstrong (guitarra y voz), Mike Dirnt (bajo y coros) y Tré Cool (batería y coros). El grupo originario de Berkeley, California, se gestó prematuramente en 1986 bajo el nombre de Sweet Children, con el baterista John Kiffmeyer (más conocido como Al Sobrante). En 1989 se cambiaron al nombre actual ya que el anterior (Sweet Children) se confundía con el de una banda local de esa época y poco después del lanzamiento de su primer álbum de estudio (39/Smooth), Tré Cool reemplazó a Al Sobrante.
Es uno de muchos grupos distintos que nacieron en el club 924 Gilman Street, sitio que frecuentaban bandas de punk rock locales. Sus primeras publicaciones se realizaron por medio del sello discográfico independiente Lookout!, gracias a las exitosas ventas de sus primeros trabajos discográficos, se obtuvo una importante cantidad de admiradores. Algunos años después, en 1994 el conjunto firmó con Reprise Records, con este sello lanzaron el aclamado Dookie. Con este nuevo álbum el grupo musical llevó el sonido de finales de la década de 1970 a la nueva generación, además, el álbum se convirtió en un éxito internacional y lleva vendidas más de treinta millones de copias en todo el mundo.
Green Day junto a otras bandas como The Offspring y Rancid, fueron los que produjeron el renacimiento y popularización del punk rock en los Estados Unidos, como de la cultura misma, las masivas ventas produjeron la apertura de una ola de grupos pop punk y punk rock. Diez años después muchos de esos conjuntos se encuentran inactivos o disueltos, mientras que Green Day sigue en plena vanguardia musical con las ópera rock American Idiot y 21st Century Breakdown de 2004 y 2009 respectivamente, ambas con un Premio Grammy al mejor álbum de rock. Editaron una trilogía de álbumes titulados ¡Uno!, ¡Dos! y ¡Tré!, editados en septiembre, noviembre y diciembre de 2012 respectivamente. Su álbum Revolution Radio salió a la venta el 7 de octubre de 2016.
En febrero de 2020 sacan su último álbum titulado Father of All Motherfuckers con 10 temas producido por Butch Walker, editado por la discográfica Reprise.
El conjunto estadounidense ha vendido casi 90 millones de copias en todo el mundo y más de 25 millones solo en su país. En 2010 se estrenó una adaptación teatral del álbum American Idiot en Broadway, el musical fue nominado para Tony Awards, incluyendo Mejor Musical y Mejor Diseño Escénico, y ha recibido comentarios positivos en general. A mediados de 2011 la revista Kerrang! los nombró como el segundo grupo más influyente surgido en los últimos treinta años, solo por detrás de Metallica. Según una encuesta pública, en la publicación quincenal de Rolling Stone, se eligió a Green Day como el mejor conjunto de punk de la historia.

## Historia

### Inicios musicales y años formativos como Sweet Children (1982-1989)
Los orígenes de la banda se remontan hacia 1982, cuando Billie Joe Armstrong y Mike Dirnt, en ese entonces dos niños de diez años provenientes de Rodeo, California, se conocieron y estrecharon amistad. Los dos tenían en común grupos que se desarrollaban en Berkeley tales como Mr. T Experience, Operation Ivy y Crimpshrine, además de otros grupos de punk rock de finales de los años 1980 como Social Distortion y Hüsker Dü. El dúo llamó al baterista de Isocracy, John Kiffmeyer, y al bajista Sean Hughes para dar nacimiento a un grupo bajo el nombre de Sweet Children. En un principio Armstrong y Dirnt eran los guitarristas.
Su primer concierto fue el 17 de octubre de 1987, presentándose en Rod's Hickory Pit en Vallejo (donde la madre de Armstrong se encontraba trabajando), ante la presencia de unos treinta amigos. Tiempo después, el grupo se asentó permanentemente en Berkeley, uno de los epicentros de la corriente punk de California. Además de baterista, Kiffmeyer fue el administrador del grupo, siendo un exitoso gerente de la sociedad artística; gracias a los contactos que tenía, ayudó a organizar conciertos y promover al conjunto.
Sean Hughes abandonó Sweet Children en 1988, y en su reemplazo entró Dirnt, reduciéndose el conjunto a un trío.

### Contrato discográfico con Lookout! (1989-1993)
El dueño del sello Lookout! Records, Larry Livermore, convenció al grupo para que firmase con su casa discográfica independiente, después de presenciar una actuación en vivo de la banda bajo lluvia. El primer material que el conjunto publicó con aquel sello fue un EP titulado 1,000 Hours, en 1989. Poco antes de publicar el EP, la banda decidió abandonar el nombre Sweet Children para cambiar a Green Day, según Livermore fue para evitar la confusión con otro grupo local llamado Sweet Baby. Green Day era el nombre de una canción escrita anteriormente. Este trabajo discográfico fue bien recibido por la escena punk de California. La canción «Green Day» fue escrita por Billie Joe Armstrong, y habla acerca de fumar marihuana. Al principio de la canción, se puede oír el sonido de una pipa de agua (un dispositivo utilizado para fumar marihuana). El trío fumaba distintos tipos de hierbas en aquella época, pero cuando contrajeron familia, dejaron esos hábitos. Un «Green Day» es un día de descanso para fumar marihuana. Al año siguiente editaron el EP Slappy y su primer álbum de estudio llamado 39/Smooth emitido en vinilo y casete, en el citado año publicaron su tercer EP pero con Skene! Records, llamado simplemente Sweet Children. Este contenía tres canciones escritas por el mismo grupo: «Sweet Children», «Best Thing In Town» y «Strangeland», siendo esta última, con su pegadizo coro, la que más se acerca al estilo que cultivaría el grupo después, la cuarta canción del EP era un cover de la famosa «My Generation» de The Who.
Green Day editó su primer álbum de compilación en 1991, se llamó 1,039/Smoothed Out Slappy Hours, el título es una combinación de 39/Smooth, Slappy y 1,000 Hours. El álbum incluye los dos EP y el primer álbum de estudio, poco después de esta publicación, Al Sobrante abandonó el trío para retomar sus estudios en la Humboldt State University, en Arcata, California. Entonces, convocaron a Tré Cool, un vecino de Larry Livermore y baterista del grupo Lookouts. Billie Joe Armstrong y Mike Dirnt ya conocían a Tré Cool de diversos conciertos en la época que se hacían llamar Sweet Children. La idea original era que Tré Cool reemplazara a Al Sobrante solo por un tiempo, pero cuando se hizo evidente que Sobrante no volvería, Armstrong y Dirnt decidieron que Tré Cool se quedase como baterista de forma permanente. Esta formación esta vigente en la actualidad. Entre 1992 y 1993, con solo unos años de vida, el conjunto se embarcó en una serie de incesantes espectáculos en países del extranjero, como también en Europa. El segundo álbum de estudio fue Kerplunk, lanzado el 17 de enero de 1992 con Lookout!. No obstante, en ese momento el grupo rechazó un contrato discográfico con I.R.S. Records.

### Nuevo contrato con Reprise (1994)

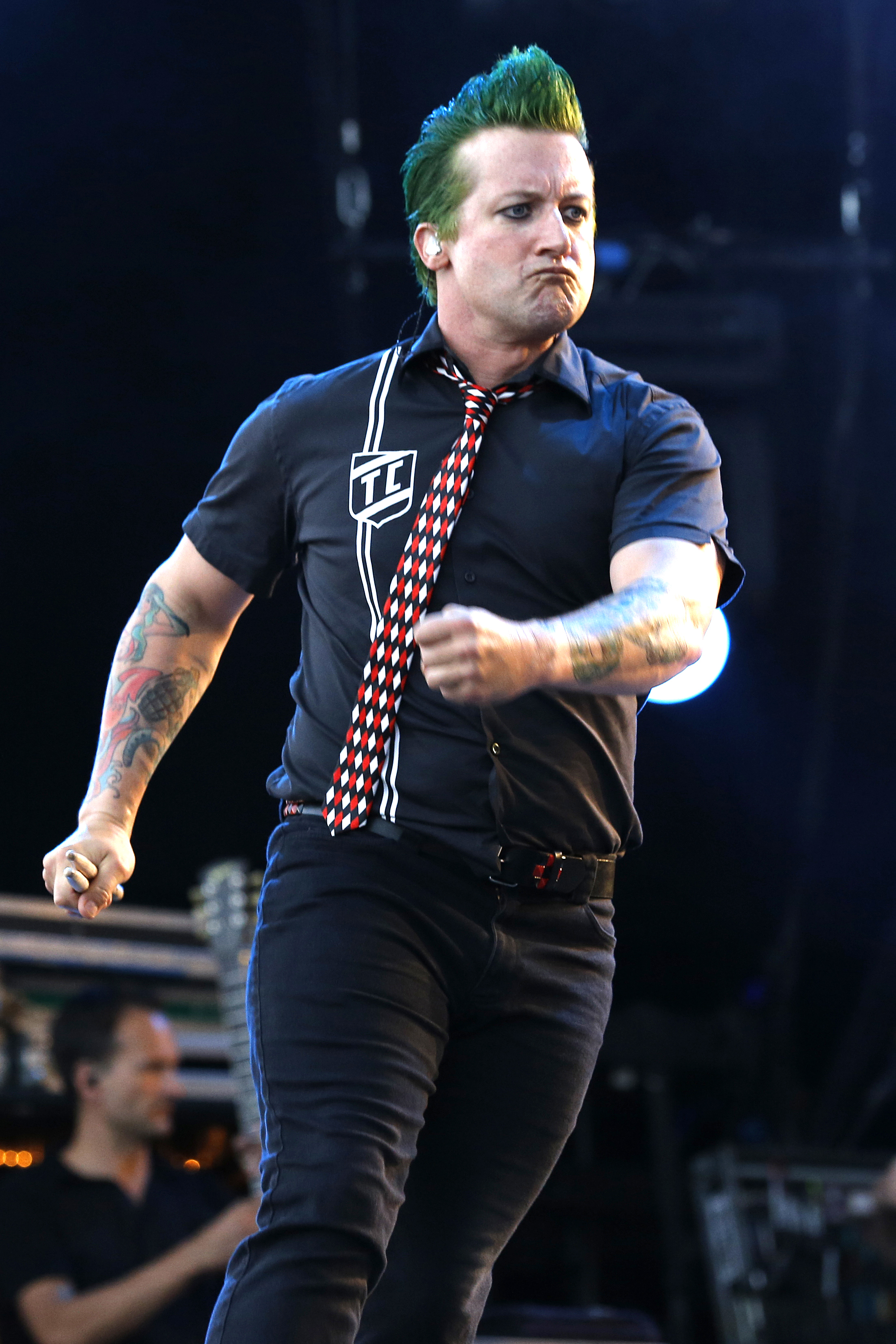
El actual baterista Tré Cool. Originalmente él reemplazó a Al Sobrante por un tiempo, pero cuando se evidenció que Sobrante no volvería, Tré Cool se quedó como baterista.

El segundo álbum Kerplunk, alcanzó a vender 55 000 copias (numerosa cifra teniendo en cuenta que el disco fue producido de forma independiente), ese éxito underground fue un gran atractivo que vieron las casas discográficas. El productor Rob Cavallo representante de Reprise logró seducir al grupo. Así, Green Day terminó amistosamente su contrato con Lookout! Records para firmar con Reprise (subsidiaria de Warner Bros) en 1994.
La acción de firmar con un sello multinacional, fue (y siguió siendo) un hecho muy criticado por los fanáticos de la época en que tocaban en el club 924 Gilman Street, llegando a catalogar a Green Day de «vendidos». El club expulsó inmediatamente a la banda luego de que se conociese la noticia de su fichaje por Reprise. Aparecieron grafitis en las paredes del Gilman Street con leyendas como «¡Muerte a Green Day!». En unas reflexiones que hizo su cantante y líder Billie Joe Armstrong sobre aquel periodo a la revista Spin en 1999, aseguró que «no podía volver a la escena punk, fuéramos el mayor éxito de la historia o el mayor fracaso [...] Lo único que podía hacer era seguir e ir adelante».

### Éxito comercial conDookie
El mismo Rob Cavallo, quien había atraído a Green Day para Reprise Records, fue escogido como productor principal del nuevo álbum, mientras que Jerry Finn fue el encargado de la mezcla del disco. Green Day, en un principio, entregó una demo a Cavallo, y tras escuchar la cinta en el coche de camino a casa, sintió que había «tropezado con algo grande». La sesión de grabación de la banda duró solo tres semanas, el álbum fue remezclado dos veces.[cita requerida] Pero al conjunto no le había agradado la primera mezcla. Por ello, Cavallo remezcló las pistas en los Fantasy Studios de Berkeley, California. Armstrong aseguró que la banda quería crear un sonido seco «similar al disco de los Sex Pistols o los primeros álbumes de Black Sabbath». Armstrong, más tarde, dijo de su experiencia en el estudio que «todo estaba ya compuesto, todo lo que tuvimos que hacer era representarlo».
Así se editó en febrero de 1994 el primer álbum de Green Day con Reprise, se llamó Dookie, significó el álbum clásico por excelencia del pop punk. El nuevo álbum de Green Day se convirtió en un éxito comercial en todo el mundo, consiguiendo llegar al puesto número dos en el Billboard 200 estadounidense y llegó a entrar a las listas de seis países más, alcanzó a vender un total de quince millones de copias en todo el mundo, hasta la fecha, siendo el único álbum de diamante que posee Green Day. Fue el álbum de rock alternativo más exitoso de la década, solo superado por Nevermind de Nirvana, y Blood Sugar Sex Magik de Red Hot Chili Peppers. El éxito de Green Day, abrió el camino a bandas como Rancid y The Offspring, saliendo a la venta discos como Wolves y Smash, respectivamente, y en poco tiempo, el resurgimiento del punk a mediados de los años 1990 se encontraba en pleno apogeo.
Inicialmente el éxito fue gracias a la promoción que MTV dio al sencillo «Longview», luego el clásico «Basket Case» que se mantuvo por cinco semanas en el primer puesto de la lista Modern Rock Tracks. Green Day fue el conjunto más aclamado en el Woodstock '94, donde comenzaron una guerra de barro. Cuando el show estaba por terminar, Armstrong incentivo a una pelea de barro, en medio del embrollo, un guardia de seguridad confundió al bajista Mike Dirnt con un fan invasor, el guardia llegó a golpear a Dirnt, millones de televidentes vieron ese episodio en vivo. La célebre canción «Basket Case» habla de ataques de pánico y de sensación de ansiedad. En esa época, Armstrong el líder del conjunto sufría diferentes tipos de trastornos. Un basket case (en español: caso perdido), es el término utilizado para aquellas personas emocionalmente inestables. Originalmente el término remitía a un amputado, sobre todo soldados que habían perdido sus cuatro miembros, el término surgió durante la Primera Guerra Mundial. Luego de la recepción positiva de Dookie, la banda realizó su primera gira internacional, comenzando en los Estados Unidos, donde utilizaron un bibliobús del padre de Tré Cool para desplazarse entre los conciertos.[cita requerida]
La banda también apareció en el festival de Lollapalooza y en un evento caritativo en el Madison Square Garden, en aquella ocasión Armstrong tocó la canción «She» desnudo. El 9 de septiembre de 1994 actuaron en Boston Esplanade, el caos estalló durante la puesta de la banda, al final de los disturbios, 100 personas resultaron heridas y 45 fueron detenidas. En la gira para promocionar Dookie llevaron a Pansy Division como teloneros. En 1995, Dookie ganó el Premio Grammy al mejor álbum de música alternativa y la banda fue nominada a nueve premios MTV Video Music Awards. El cantante de Good Charlotte, Joel Madden ha dicho sobre Dookie:

[Dookie] me cambió la vida [...] Me dieron ganas de empezar con Good Charlotte [...] Justo después de que el disco salió, nos dijimos: «Tenemos que formar una banda en nuestro garaje ahora mismo y hacer conciertos... como Green Day».
Good Charlotte.

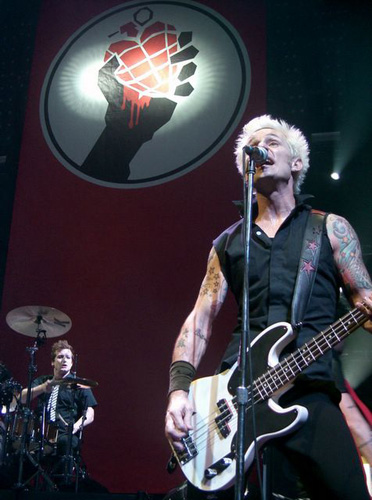
Tré Cool y Mike Dirnt, baterista y bajista respectivamente.

Posteriormente al éxito de Dookie, Green Day editó el sencillo «J.A.R. (Jason Andrew Relva)» para la película Angus de 1995. El sencillo alcanzó el puesto número uno en la lista Modern Rock Tracks. La canción fue seguida por el cuarto trabajo de estudio de la banda, Insomniac, emitido en el otoño de 1995. En un principio el álbum fue bastante exitoso; consiguió el puesto número dos y vendió al poco tiempo dos millones de copias, durante la primavera de 1996. Pero no obstante, ninguno de los sencillos obtuvieron la misma repercusión que los de Dookie, este nuevo lanzamiento era una respuesta mucho más oscura y pesada, en comparación a Dookie, el cual era más melódico. Los sencillos fueron «Geek Stink Breath», «Stuck with Me», «Brain Stew/Jaded» y «Walking Contradiction». Con dicho álbum la banda ganó el premio a artista favorito, artista favorito de hard rock y artista alternativo favorito en los premios American Music Awards de 1996, mientras que el video de «Walking Contradiction» obtuvo una nominación al Grammy por mejor video, también tuvo una nominación por mejores efectos especiales en los MTV Video Music Awards.
En aquella primavera Green Day canceló la gira que iba a brindar por Europa para promocionar Insomniac por cansancio (con lo cual provocaron rumores de la desintegración del grupo, los mismos fueron disipados por Tré Cool en una afirmación que hizo). La banda dedicó la siguiente mitad del año para compenetrarse a escribir nuevo material. Desde el principio, tanto la banda como Cavallo coincidieron en que el álbum tenía que ser diferente de sus trabajos anteriores.
Publicaron Nimrod en octubre de 1997; este era una desviación experimental de su estilo pop punk, siendo además más artístico y conceptual que los anteriores. Ese nuevo lanzamiento es heterogéneo en géneros musicales, desde el mismo pop punk, al surf rock y ska, o a baladas acústicas. Nimrod entró en la posición número diez en Estados Unidos, y en dicho país fue certificado con dos discos de platino en marzo del 2000. El éxito de la canción «Good Riddance (Time of Your Life)», produjo que ganase un premio MTV al mejor video alternativo. Esta canción fue utilizada por la serie E.R., como también en el episodio final de Seinfeld. Se editaron dos CD como sencillos: el primero incluía como lado B «Desensitized» y «Rotting» (otra canción bastante distinta a lo que siempre producía el grupo). El segundo traía como lado B los temas «Suffocate» y «You Lied». Ya en 1999 se editó el cuarto sencillo de Nimrod, «Nice Guys Finish Last» (el tercero fue «Redundant»), fue el tema principal de la banda sonora de Varsity Blues. Su video estuvo dos semanas en primer lugar en MTV y obtuvo una nominación a la mejor canción de una película en los MTV Movie Awards.

### Años de receso y regreso conWarning(1999-2002)
Tras la fría recepción de Nimrod, el conjunto decidió retirarse brevemente durante unos dos años para descansar y regresar con sus familias. Ellos tomaron la decisión de que su nuevo trabajo tendría que estar más guiado por sus «instintos», lo que significaba un nuevo álbum más experimental, pero siguiendo usando una base punk rock con ritmos pegadizos. Finalmente en 2000, Green Day editó su sexto álbum, Warning, el cual fue lanzado en el mes de octubre en la ciudad de Nueva York. Artísticamente, el trío logró su cometido: la crítica elogió al álbum, argumentando que allí el conjunto se muestra más evolucionado, más serio y maduro. Un año antes del lanzamiento del nuevo disco, el guitarrista Jason White se une al conjunto.
Pero comercialmente el álbum fue un fracaso, convirtiéndose uno de los menos vendidos de toda su carrera. A pesar de que trajo el éxito «Minority» y un éxito menor con «Warning», algunos observadores y críticos estaban llegando a la conclusión de que la banda iba perdiendo relevancia. En 2001, en el California Music Awards, Green Day ganó los ocho premios para los que fue nominado. El grupo ganó los premios de: mejor álbum (por Warning), álbum destacado de punk rock/ska (por Warning), grupo sobrasaliente, mejor vocalista masculino, mejor bajista, mejor baterista, compositor sobresaliente, y artista sobresaliente.
Habiendo cosechado varios éxitos, tras muchos años de trayectoria, Green Day decidió lanzar en 2001 otro álbum compilatorio con sus sencillos, International Superhits!, el cual contiene todos los éxitos desde Dookie hasta Warning. En aquel año varios conjuntos emitieron álbumes de compilación de éxitos. El trío se tomó un receso entre International Superhits! y su próximo álbum de estudio, publicando otro compilatorio, Shenanigans, con catorce pistas que son rarezas de la banda como también lados B de sencillos, mientras que frecuentemente publicaban algunas fotos de ellos realizando extrañas tareas. A principios de la década de 2000, Green Day se encontraba en su momento más intrincado: los tres miembros del conjunto se encontraban estresados por sus recientes divorcios, el grupo había perdido fama y relevancia en el medio musical, pero por sobre todo, tenía la presión que representa no haber podido emitir un disco con suficiente popularidad y repercusión, como para volver a colocar al conjunto en el centro de la escena del punk rock.
Aunque el periodo de estos tres álbumes quizás es considerado como el más oscuro del grupo, desde que imprimieron su estilo con los álbumes Kerplunk y Dookie, Green Day siempre ha mantenido una reputación, con ventas considerablemente altas (aunque algunas muy bajas), y críticas generalmente positivas en sus trabajos discográficos.

### Proceso de grabación del nuevo álbum (2003)
Para mediados de 2003 el trío ya había grabado veinte canciones para un álbum que se iba a llamar Cigarettes And Valentines. Sin embargo, alguien había hurtado el ordenador en el que estaban guardadas las copias maestras. Los tres integrantes del grupo se preguntaron si debían regrabar las pistas perdidas, por lo que consultaron con Rob Cavallo que medida tomar, él les preguntó si esas canciones representaban el mejor trabajo que ellos podían producir, Armstrong comentó al respecto: «Honestamente, no nos podíamos mirar entre nosotros y decir 'eso fue lo mejor que podemos hacer'. Así que decidimos seguir adelante y hacer algo completamente nuevo». Los miembros de la banda accedieron a pasar los próximos tres meses a componer nuevo material. Entonces Green Day decidió primero, proponerse volver al estudio y grabar más relajadamente un buen álbum para recuperar su reputación, pero el grupo se puso de acuerdo en que no se debía regrabar exactamente las mismas canciones, en cambio, se tenían que perfeccionar, pero desde cero.
Comenzaron a grabar buscando influencias de otros estilos, interpretando desde salsa, hasta cantando versiones de villancicos. Armstrong dijo que decidieron escribir sus canciones de esta manera al haber obtenido el respeto del mundo musical, y que los comentarios sociales es parte natural del crecimiento de una banda.
La primera nueva composición fue una canción llamada «American Idiot». La banda tuvo dificultades para seguir adelante. Un día, el bajista Mike Dirnt se dirigió al estudio de grabación, con una composición de treinta segundos, hecha por sí mismo. Armstrong decidió que quería hacer algo parecido, él y Tré Cool siguieron el camino que trazó el bajista. Armstrong recordó: «Todo empezó a volverse más serio, estábamos tratando de superarnos uno al otro. Seguimos conectando estos pequeños fragmentos hasta que teníamos algo». Este conjunto musical se convirtió en la canción «Homecoming». La siguiente composición fue la suite «Jesus of Suburbia». Armstrong se envalentonó tanto por la creación de las dos suites, por lo que decidió hacer del álbum una obra conceptual.

### Nuevo éxito conAmerican Idiot(2004-2006)

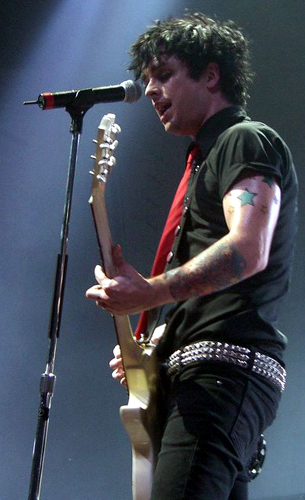
Billie Joe Armstrong en el tour para promocionar American Idiot. El grupo tardó diez años en tener un álbum con la misma repercusión y ventas que Dookie.

De ahí surgió el nuevo trabajo American Idiot en 2004. Catalogado como una ópera punk, relata las historias de «Jesus of Suburbia» (Jesús de los suburbios), « St Jimmy» y la historia de una chica sin nombre, «Whatsername»; todas las canciones tienen alguna relación entre sí. Dos de las pistas, «Jesus of Suburbia» y «Homecoming» constan de cinco partes con una gran variedad de estilos en los más de nueve minutos de cada una.
El álbum fue publicado cuatro años después de su último disco, muchos pensaban que Green Day estaba al borde de la disolución, pero al poco tiempo de la emisión de American Idiot, el álbum cosechó prácticamente el mismo éxito que Dookie. El disco fue nombrado uno de los más importantes del año, canciones como «American Idiot», «Holiday» y «Boulevard of Broken Dreams» fueron irradiadas por todas las emisoras del planeta. El conjunto resurgió totalmente después de diez años, aparecieron en numerosas portadas de publicaciones musicales, particularmente la revista Guitar Legends tuvo a Billie Joe Armstrong en su portada, en aquella publicación Green Day estaba presente en unas veinte páginas, Entertainment Weekly dijo que el álbum era «una obra maestra del punk rock», y el título de la portada de la Rolling Stone decía:

Green Day: ¿Cómo los mocosos crecieron, golpearon a Bush, y conquistaron al mundo?.
Revista Rolling Stone.

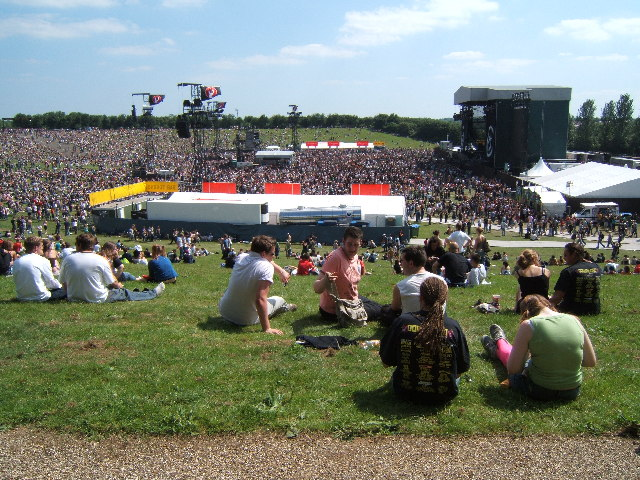
Vista panorámica del Milton Keynes National Bowl, lugar donde la banda tocó en el American Idiot World Tour, y donde se grabó el Bullet in a Bible.

Todo había empezado con la canción «American Idiot», la reciente guerra de Irak, el manejo de la república por parte de los medios de prensa y el modo de vida de los estadounidenses en general, fueron factores que le sirvieron de inspiración a Armstrong para escribir relatando su punto de vista. El álbum está cargado de letras explícitas, con pensamientos que el grupo tiene sobre la Nación en sí, además de tener críticas al presidente George Bush. La canción «Boulevard of Broken Dreams» cuestiona el «modo de vida americano». Ese título es un célebre cuadro de Gottfried Helnwein, que representa Marilyn Monroe, Humphrey Bogart, James Dean y Elvis Presley pasando el rato en un bar. American Idiot sorprendió a muchos críticos y espectadores por su alto contenido ideológico y protestante, en una época en que el rock carece de dicha característica. Rolling Stone lo colocó en el puesto número veintidós en su lista de los cien mejores discos de la década, y lo mismo hizo la revista Kerrang! en su lista de los cincuenta mejores álbumes de la década de 2000.

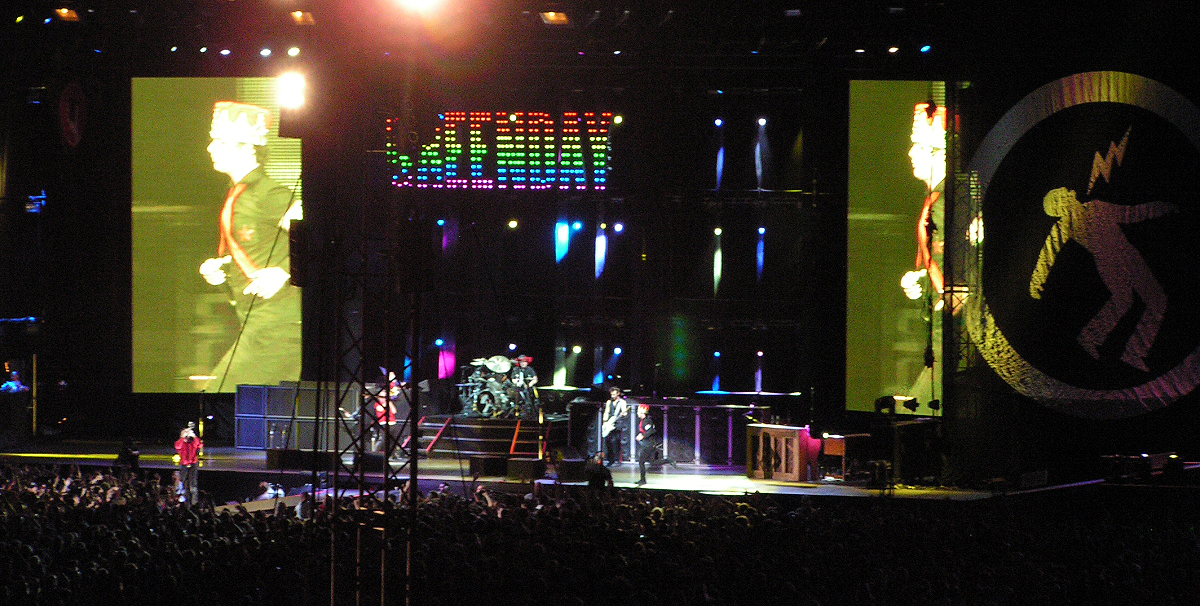
Vista frontal de la banda tocando en el National Bowl 2005.

Al año siguiente, el álbum ganó el premio Grammy por mejor álbum de rock, fue nominado en cuatro categorías incluyendo álbum del año. Green Day ganó siete de los ocho premios MTV Video Music Awards, la canción «Boulevard of Broken Dreams» se llevó seis de los premios, el único galardón que Green Day no se llevó fue por mejor dirección artística, en la que Gwen Stefani fue galardonada por «What You Waiting For?». La famosa publicación The New York Times elogió a Green Day diciendo que había superado «cualquier pretensión con la melodía y el enorme fervor». Con American Idiot, Green Day recuperó y ganó el respeto de la crítica y del público en general, además de ganarse admiradores de la nueva generación y despertar el interés de sus viejos seguidores de los mediados de los años 1990.
Green Day salió de gira para promocionar el álbum, y fue en el Milton Keynes National Bowl de Londres en 2005 en donde brindó uno de los recitales más multitudinarios de la historia, tocando ante 65.000 personas dos días seguidos. El concierto fue registrado y publicado en el álbum en vivo Bullet in a Bible, también contiene entrevistas con el grupo.
En 2011 la banda entró en negociaciones con Universal Pictures para producir una versión cinematográfica de American Idiot. Dustin Lance Black ha sido seleccionado para adaptar el guion del musical a la película. Michael Mayer, quien también dirigió la versión de Broadway será el director.
El 8 de junio de 2014 la revista Kerrang! publicó un artículo sobro el lanzamiento de un álbum tributo de American Idiot titulado Kerrang! Does Green Day’s American Idiot, cada canción fue tocada por una banda distinta. El álbum fue lanzado el 11 de junio.
El 21 de septiembre de 2014 el álbum cumplió diez años de lanzamiento y la revista Kerrang! lanzó una revista hablando de este aniversario número décimo y publicaciones de los integrantes en su cuenta de Instagram.

### Producción del siguiente álbum (2007-2008)
Antes de regresar al estudio a registrar el siguiente álbum, Green Day emprendió algunos pequeños proyectos. Contribuyeron en 2007 grabando la canción «Working Class Hero» de John Lennon para las víctimas de la guerra civil de Darfur, esta grabación apareció en un álbum titulado Instant Karma: The Amnesty International Campaign to Save Darfur. Hicieron una aparición en Los Simpson: la película en la cual, más tarde, fallecen en medio del concierto. En la escena siguiente, en homenaje a Green Day, tocan en la iglesia la versión fúnebre de «American Idiot». Realizaron un discreto debut en diciembre de 2007 bajo el nombre Foxboro Hot Tubs, usando máscaras para que no sean reconocidos. Se habían publicado en su sitio web tres canciones. Aunque los miembros de Green Day intentaron mantener este proyecto en secreto, algunos bloggs y medios de prensa confirmaron que se trataba del mismísimo trío realizando una banda en paralelo. Grabaron un álbum al estilo rock and roll de los años 1960 llamado Stop Drop and Roll!!.
Green Day comenzó a componer nuevas canciones para su siguiente álbum en enero de 2006, tras una extensa gira para promocionar American Idiot. En aquel momento, Billie Joe Armstrong afirmó: «Comenzaremos [buscando el] silencio y será así como hallaremos la inspiración para crear otro álbum».
El conjunto prefirió reservarse a dar comentarios sobre la producción del nuevo proyecto, no hasta octubre de 2007, cuando Armstrong dijo en una entrevista con Rolling Stone que había escrito «algo así como 45 canciones». Los miembros de la banda trabajaron en las etapas más primarias del concepto en sus ensayos en un estudio de Oakland, California. Armstrong comentó: «Quiero profundizar en lo que soy y lo que siento en este momento, la mediana edad». También dijo que varias de las 45 canciones se compusieron en piano, en vez de en guitarra.

### Continúa el éxito con21st Century Breakdown(2009-2010)

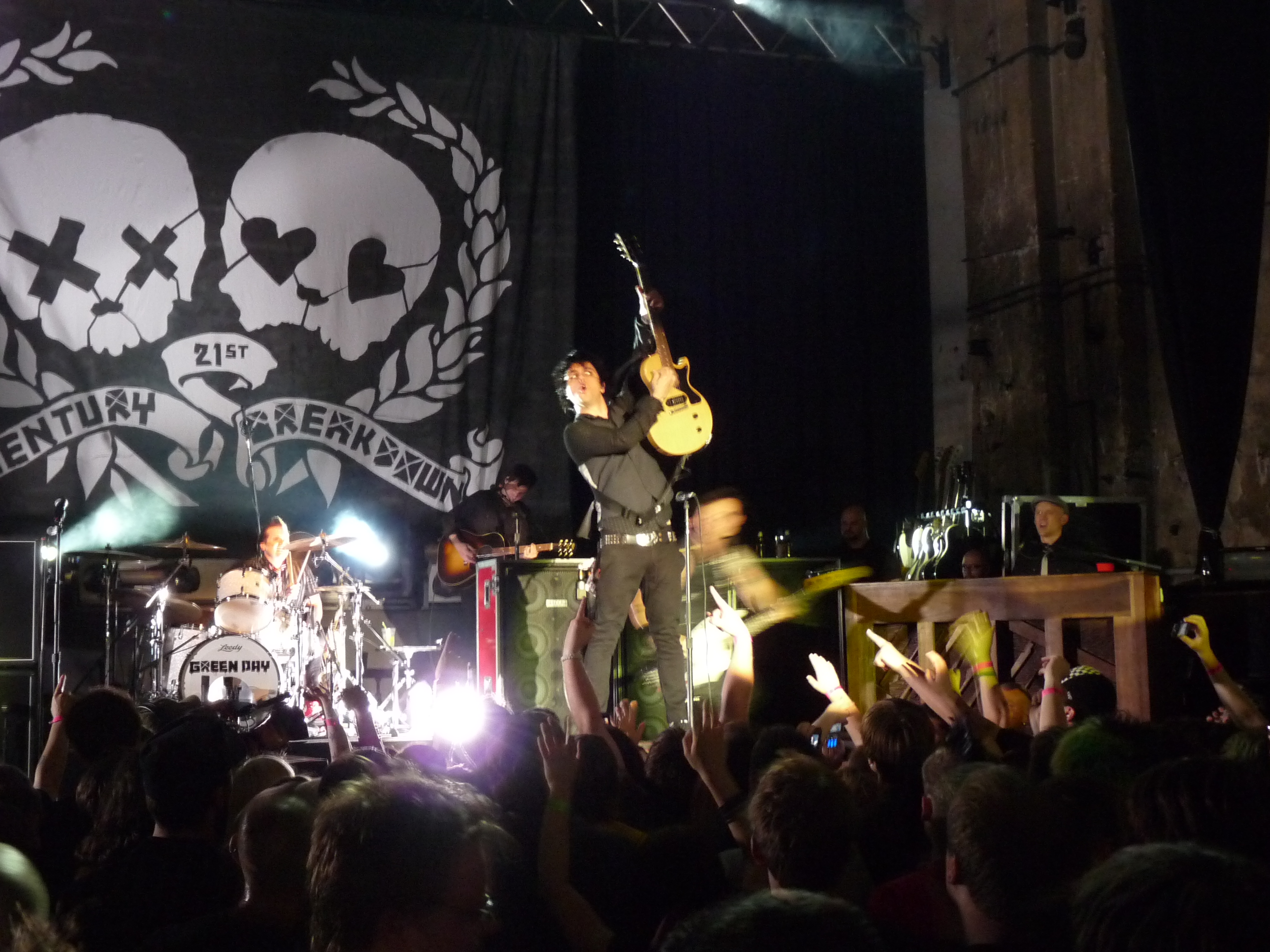
Green Day durante la fiesta de lanzamiento de 21st Century Breakdown en Kesselhaus Berlín.

Cuando Green Day recibió un Grammy en 2009, Billie Joe Armstrong anunció que el conjunto lanzaría próximamente un nuevo álbum, 21st Century Breakdown, había sido grabado durante el verano pasado. Finalmente, el álbum se emitió el 15 de mayo de 2009 a través de Reprise Records. Armstrong lo describió como: «una “fotografía instantánea” de la época en la que vivimos, cuestionando y tratando de buscarle sentido a la manipulación egoísta a nuestro alrededor, [proveniente del] gobierno, la religión, los medios o francamente cualquier forma de autoridad». Un ejemplo de ello son los sencillos «Know Your Enemy» y «21 Guns», los cuales connotan un desprecio hacia los políticos. Particularmente, «21 Guns» habla del patriotismo.
A finales del año 2009 y terminando la década, la revista Rolling Stone nombró a la canción «Boulevard of Broken Dreams» como el mejor sencillo de la década de 2000 al igual que el álbum American Idiot como el mejor de la década. Asimismo, la revista también declaró a Green Day como la mejor agrupación musical del decenio.

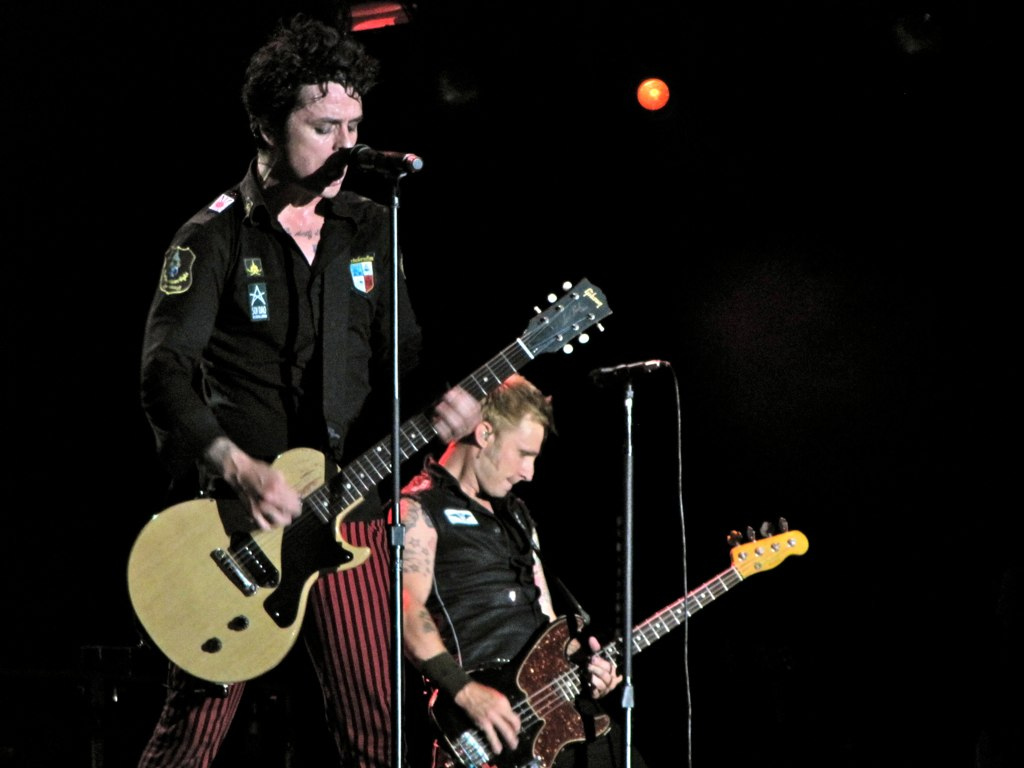
Billie Joe Armstrong (primer plano) y Mike Dirnt (en el fondo), durante la gira de 21st Century Breakdown.

El nuevo disco fue un inmediato éxito comercial vendiendo 215 000 copias pocos días después de su lanzamiento. Al igual que su antecesor American Idiot, es una opéra punk, aunque no tan ordenado como el anterior pero las canciones tienen un hilo en común entre una y otra. El álbum relata la historia sobre Christian y Gloria una pareja estadounidense que intenta sobrevivir al mundo estático, lleno de histeria y muy moderno. Las críticas al nuevo trabajo discográfico fueron generalmente positivas. Los críticos que alabaron el álbum consideraron las composiciones y las letras de Armstrong un éxito, mientras que los escépticos rechazaron el concepto del mismo.
El lanzamiento del primer sencillo fue en abril, con la nueva canción oficial de Smackdown «Know Your Enemy». Después salieron los siguientes sencillos que fueron «East Jesus Nowhere» y «21 Guns» para Estados Unidos y Reino Unido, además de 21st Century Breakdown para el resto del mundo. El siguiente sencillo de la banda fue «Last Of The American Girls», siendo editado el 1 de abril del 2010. En mayo estrenaron su adaptación en Broadway del disco American Idiot.

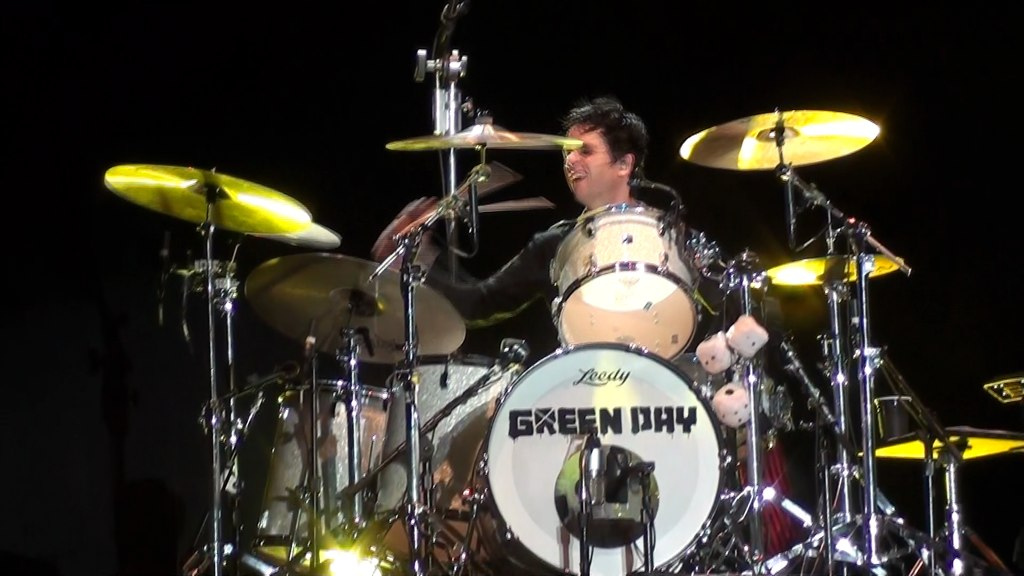
Durante la última gira, en varios países sudamericanos como Chile Colombia y Argentina, Billie Joe Armstrong y Tré Cool intercambiaron sus roles instrumentales en algunas canciones.

El día 31 de enero de 2010, la banda ganó el Grammy a Mejor Álbum de Rock. En marzo de 2010, Billie Joe declaró que la banda ya grabó buena parte de su próximo trabajo, que podría ver la luz a finales de aquel año. Recientemente en un concierto en Arizona anunciaron la grabación del mismo para un DVD en vivo, llamado Awesome as F**k y lanzado el 22 de marzo de 2011. Tiempo después la banda realizó un tour para promocionar su álbum 21st Century Breakdown, el cual terminó en Costa Rica el 29 de octubre del 2010. En el 2010 la WWE utilizó la canción «Know Your Enemy» para la marca WWE Friday Night Smackdown.
Para diciembre de 2010 21st Century Breakdown había llegado a vender 1 014 000 copias en Estados Unidos, además de 3 500 000 a nivel mundial.

### Musical deAmerican Idiote indicios de un nuevo álbum de estudio (2010-2011)
El 20 de abril del 2010, American Idiot: The Original Broadway Cast Recording se estrenó en Broadway, y Green Day lanzó la banda sonora del musical, una nueva canción de titulada «When It's Time». En junio del 2010, la tienda iTunes del Reino Unido recibió el sencillo «When It's Time».
Durante los Spike TV Video Game Awards de 2009, se anunció el lanzamiento del videojuego de la saga Rock Band, como seguimiento al juego The Beatles Rock Band. El juego fue lanzado el 8 de junio de 2010. Cuenta con los álbumes completos Dookie, American Idiot y 21st Century Breakdown, también se puede seleccionar las canciones del resto de la discografía de Green Day.

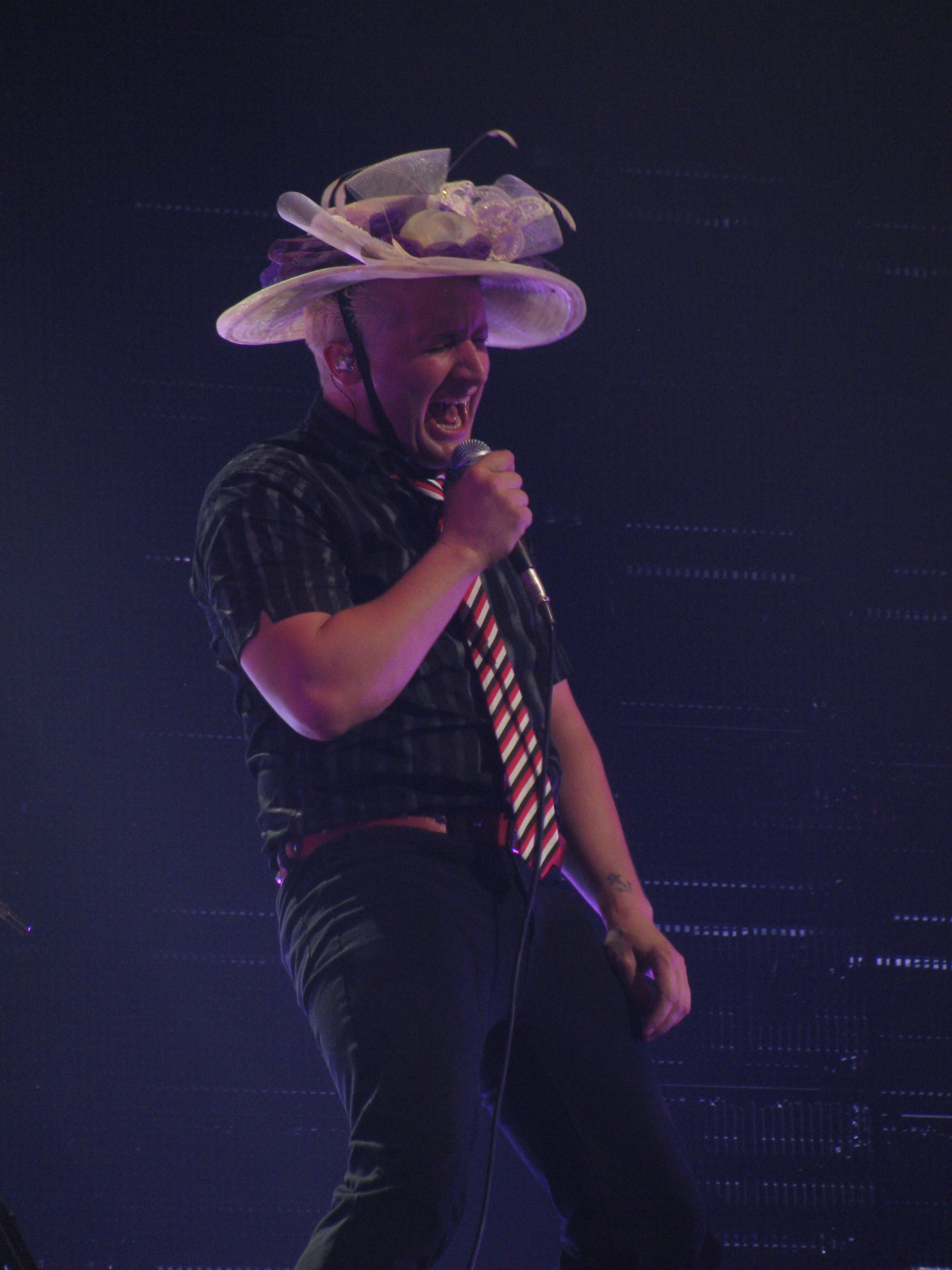
Tré Cool cantando con un sombrero de mujer. Su lugar en la batería lo ocupó Billie Joe Armstrong.

El bajista del grupo, Mike Dirnt, tuvo una entrevista con la W Radio en octubre de 2010, en donde mencionó que el conjunto ya ha completado el proceso de escritura del noveno álbum de estudio, afirmando que: «Siempre estamos trabajando en las canciones, cuando su tiempo y cuando la música está bien entonces terminamos... Me gusta pensar que tenemos material suficiente en este momento para sacar un gran disco, pero queremos volver a casa y asegurarnos de que es perfecto antes de acabarlo». En la entrevista, Dirnt también menciona que el nuevo álbum en vivo «muy probablemente» se incluiría como una película en vivo. Poco después de esa entrevista, hubo una emisión Ustream vivo con la banda, en el que anuncian que han escrito cerca de treinta canciones para el álbum de sesiones, y que han registrado todos los espectáculos (de audio y vídeo) para el álbum en vivo. El 17 de diciembre de 2010, Green Day anunció en su página web el lanzamiento de un CD/DVD en vivo, llamado Awesome as Fuck, que fue lanzado finalmente el 22 de marzo de 2011. El 13 de abril se confirmó que Universal producirá una versión cinematográfica de American Idiot, con el director Michael Mayer.
En publicaciones por medio de Twitter, el líder del conjunto, Billie Joe Armstrong ha declarado: «Bueno aquí está la primicia: Green Day, está atascado con un montón de nuevas canciones todos los días. La dirección de los temas tiene alta energía y fresca, se sienten muy bien». Además, Armstrong agregó, que Mike Dirnt y Tre Cool, se encuentran «en su mejor momento», refiriéndose a las composiciones que ambos están aportando al nuevo álbum, y acotó: «Yo no quiero revelar demasiado, pero solo sé que Mike, Tre, Jason y yo estamos colaborando para pasar el mejor momento en reproducir nuestra música».
Billie Joe Armstrong produjo a principios del 2011 el primer álbum de estudio de la banda de punk Emily's Army, la cual integra su hijo Joey. El hijo de Armstrong de 16 años toca la batería. El álbum se publicó por medio del sello Adeline Records. Armstrong dijo al respecto: «Emily's Army tiene mucha actitud punk juvenil. Son novatos. Está bien jugado, tiene un gran gancho y es pegadizo como el infierno».
El 11 de agosto de 2011 Green Day dio un concierto sorpresa en Costa Mesa, California. En él se tocaron quince canciones nuevas, que hasta el momento no se habían publicado en ninguna parte. Una de ellas se llama «Amy», es un tributo a la cantante fallecida Amy Winehouse. Lo más probable es que las canciones sean destinadas al próximo álbum de estudio. Las canciones se titularon de la siguiente manera: «Nuclear Family», «Too Young to Die», «Oh Love», «Carpe Diem», «Loss of Control», «Little Boy Named Train», «Troublemaker», «Sweet 16», «Wow! That's Loud», «8th Avenue Serenade», «Ashley», «Amanda», «Wild One», «Stray Heart», «Rusty James» y la ya mencionada «Amy».

### ¡Uno!, ¡Dos!, ¡Tré!(2012-2014)

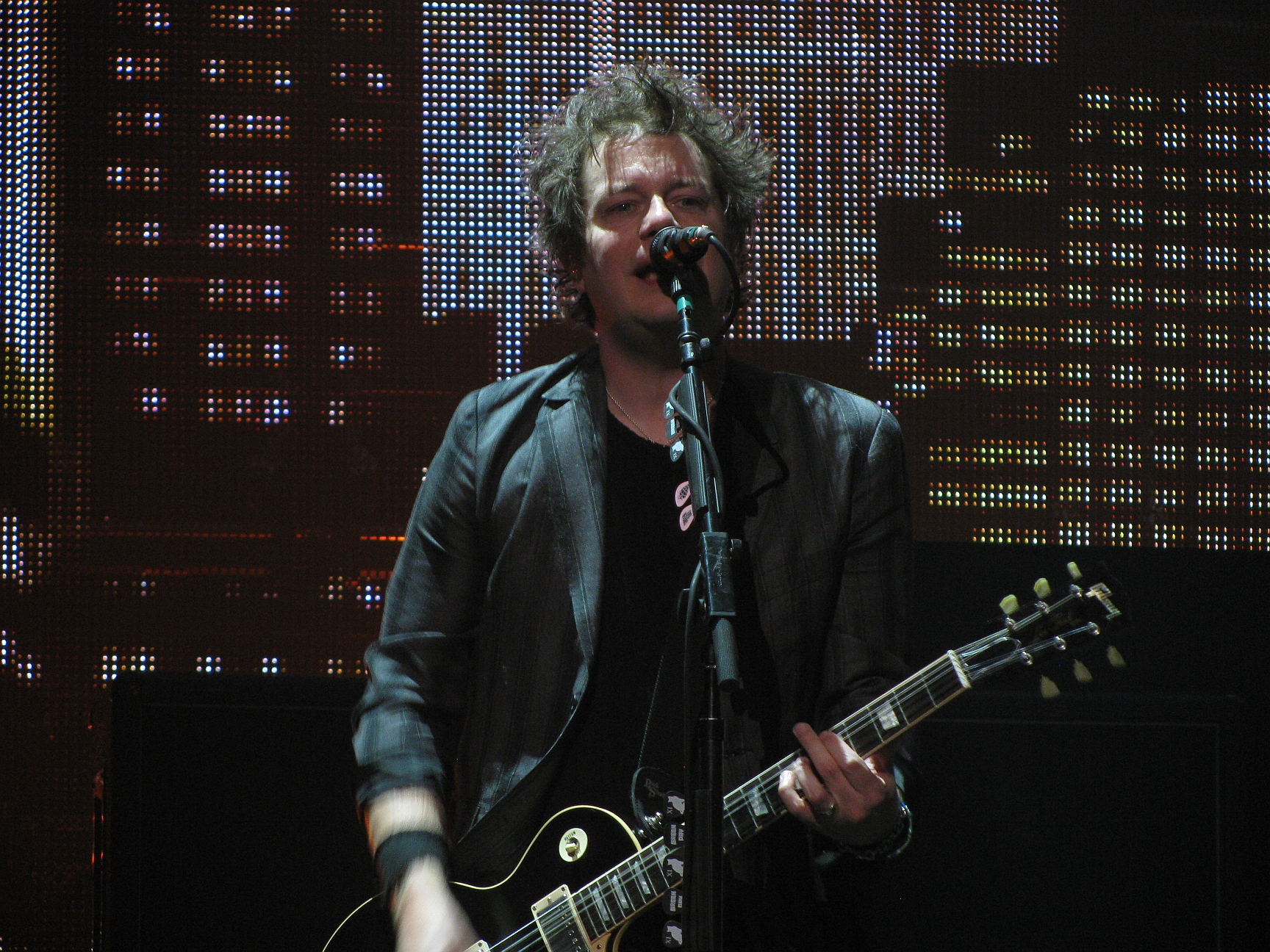
Jason White figuró como miembro oficial de la banda desde 2012 hasta 2016.

Durante la segunda etapa de 21st Century Breakdown World Tour, la banda había declarado que se estaba escribiendo nuevo material.
El 28 de agosto, la banda mencionó que el nuevo álbum en vivo se estaba grabando en un show en Denver, Colorado. Billie Joe Armstrong dijo a la audiencia, «Hey, sólo quiero decirte algo ahora mismo. Estamos grabando un álbum en vivo en este mismísimo momento», antes de tocar una «nueva» canción que se llama «Cigarettes and Valentines», que fue el título de un álbum inédito desde 2003.
En octubre de 2010, Mike Dirnt en una entrevista por Radio W, mencionó que habían completado el proceso de redacción del noveno álbum de estudio, e indicando que: «Siempre estamos trabajando en las canciones, cuando llega el momento y cuando la música está bien lo llevamos a cabo. Me gusta pensar que tenemos suficiente material nuevo en este momento como para sacar un gran disco, sin embargo queremos volver a casa y asegurarnos que sea perfecto para todo el mundo antes de que apague el cigarrillo».
El 3 de abril Green Day apareció en el Salón de la Fama del Rock tocando la canción Letterbomb, después el vocalista Billie Joe dio un discurso para inducir a la banda Guns N' Roses.
El 11 de abril de 2012, Armstrong anunció que el nuevo disco se publicaría como una trilogía de álbumes titulados ¡Uno!, ¡Dos! y ¡Tré! y afirmó que serían lanzados el 25 de septiembre, 13 de noviembre, y 11 de diciembre de 2012, respectivamente.

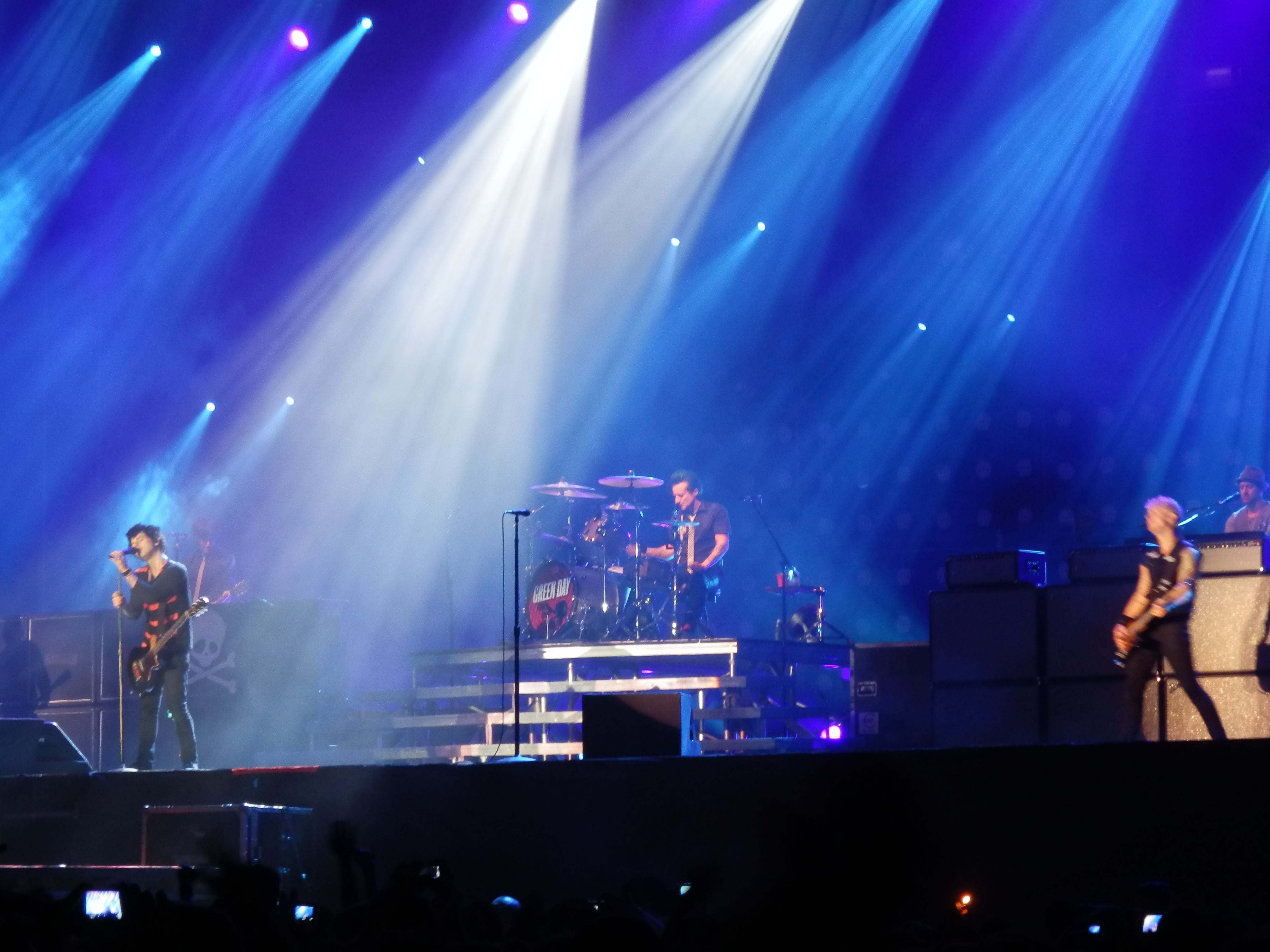
Green Day en Roma, 2013.

 El 26 de junio se dio a conocer la lista de canciones de dicho álbum completo por la página oficial del grupo. Así Green Day emprendió su 99 Revolutions Tour titulado así por una canción del álbum ¡Tré!.
Luego de grabar un álbum con Norah Jones, a finales de 2013 Armstrong declaró que el grupo se tomaría un descanso tras realizar una gira por Australia.
El 20 de noviembre Green Day declaró que se iba a lanzar un DVD titulado ¡Cuatro! la vista de grabación, referencias e inspiraciones sobre el interés de hacer una trilogía.
A fines de febrero de 2014 anunciaron que se editara un álbum con dieciocho pistas peculiares de la trilogía, incluyendo la versión acústica de «Stay the Night» y una canción inédita, «State of Shock». La obra será editada el 19 de abril de 2014 con motivo del Record Store Day y se llamará Demolicious. Este álbum se editara en CD, casete y vinilo.

### Revolution Radio(2016-2018)

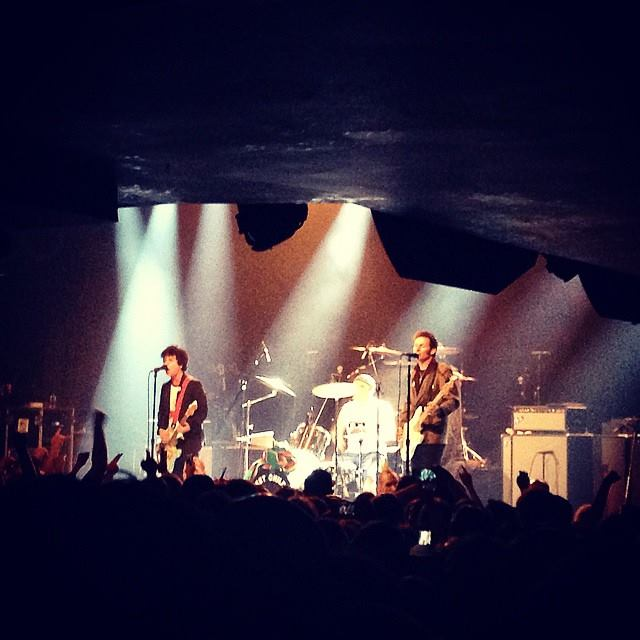
Green Day en el House of Blues, tocando como Sweet Children días antes de su introducción al Salón de la Fama del Rock & Roll (de izquierda a derecha) Billie Joe Armstrong, Mike Dirnt (al fondo) y John Kiffmeyer.

El 15 de diciembre de 2014, el Salón de la Fama del Rock & Roll reveló a los elegidos para entrar en la edición número 48, estos fueron: Green Day, Joan Jett & The Blackhearts, Lou Reed, Stevie Ray Vaughan, Bill Withers y The Paul Butterfield Blues Band. El 18 de abril de 2015, la banda ingresó al Salón de la Fama del Rock and Roll junto con Ringo Starr, Lou Reed, Joan Jett, el cantante Bill Withers, el guitarrista Stevie Ray Vaughan & Double Trouble, The Paul Butterfield Blues Band, la banda The 5 Royales y The Blackhearts.
El 24 de diciembre de 2015, la banda editó la canción "Xmas Time Of The Year".
El 19 de enero de 2016, la revista Kerrang!, lanzó un número dedicando un artículo especial sobre los treinta años de Green Day.
Billie anuncio en su cuenta de Instagram que editarían un sencillo titulado "Bang Bang" el 11 de agosto. El 11 de agosto la banda editó el sencillo "Bang Bang", junto al nuevo álbum Revolution Radio que está disponible desde el 7 de octubre, además Jason White dejó de ser miembro oficial y pasó a ser miembro de apoyo en vivo.
En octubre de 2017, Green Day anunció el lanzamiento de su nuevo disco, God's Favorite Band, que recopilará las mejores canciones de la banda e incluirá un tema nuevo.

### Father of All Motherfuckers(2019-2021)
El 10 de septiembre la banda anuncia una gira mundial llamada Hella Mega Tour para el año próximo, junto a Weezer y Fall Out Boy, con The Interrupters como acompañamiento. Además de anunciar su nuevo disco llamado Father of All Motherfuckers y su primer sencillo "Father of All..." el cual fue publicado en todas las plataformas. El disco salió el 7 de febrero de 2020.

### Saviors(2023-2024)
Desde los últimos días de septiembre de 2023 apareció una página llamada "It´s Green Day awake" donde diariamente se actualizaba con el mismo mensaje "No" "Nope" o "intenta otro día". el 30 de septiembre la página se actualizó con el mensaje "Intenta Nuevamente mañana" el 1 de octubre la página redirigía a un vídeo donde Billie Joe aparecía dormido, este despierta y ve un calendario del mes de octubre con la fecha 24 marcada, señalando la fecha de lanzamiento del nuevo sencillo de la banda.
El 19 de octubre en un concierto dado en Las Vegas la letra de la nueva canción fue liberada.
El 24 de octubre la banda mostró en su cuenta de Instagram la portada y el nombre del nuevo álbum "Saviors" cuyo lanzamiento fue el 19 de enero de 2024.
En junio de 2024 se anunció que recibirían  a lo largo de 2025 su estrella en el Paseo de la Fama de Hollywood, junto a David Beckham , Prince, Jane Fonda y demás celebridades.

## Estilo musical y controversias
Citando el estilo musical que prevalece en Dookie, Stephen Erlewine de Allmusic describió a Green Day como «renovadores del punk que recargaron la energía de las rápidas y pegajosas canciones punk-pop de tres acordes». Aunque Armstrong es el principal compositor, los otros miembros lo ayudan en la organización.
Se ha generado gran polémica sobre si el estilo musical del conjunto y el hecho a que este pertenezca a un sello importante se considere como «punk verdadero». En declaraciones, el exintegrante de Sex Pistols, John Lydon, dijo que repudiaba al conjunto, y que ellos no hacían nada parecido al punk. El propio Armstrong habló sobre el estatus de banda punk en un sello grande, diciendo: «A veces pienso que nos hemos vuelto totalmente redundantes porque ahora somos una banda grande, hemos hecho un montón de dinero, ya no somos punk rock. Pero después lo pienso y digo: “puedes sacarnos del ambiente punk, pero no puedes sacar el punk de nosotros”».

## Influencias
El sonido de Green Day es a menudo comparado con el de bandas punk de la primera ola como los Ramones, The Clash, Sex Pistols y Buzzcocks. También tuvieron gran influencia por parte de la banda de punk rock californiano Bad Religion. El mismo Billie Joe Armstrong ha mencionado que alguna de sus mayores influencias son bandas de rock alternativo que emergieron de la escena punk como Hüsker Dü y The Replacements, y que su influencia se nota particularmente en los cambios de acordes en las canciones de Green Day. Green Day hizo una versión de «Don't Want to Know If You Are Lonely» de Hüsker Dü, incluido en el sencillo de Warning, y el personaje «Mr. Whirly» de la canción «Misery» es una referencia a la canción de The Replacements del mismo nombre. Otras de las influencias citadas por Green Day son Queen, The Who y los pioneros del power pop, Cheap Trick.
Stephen Thomas Erlewine de AllMusic describió a Green Day como "revivalistas del punk que recargaron la energía de canciones punk-pop rápidas y pegadizas de tres acordes". Entre las etiquetas de la banda por parte de la crítica, los miembros Billie Joe Armstrong y Tre Cool han declarado en entrevistas con Livewire y Kerrang! autodescribirse a Green Day como sólo una banda de punk rock.
Aunque Armstrong es el principal compositor de la banda, pide ayuda organizativa a los demás miembros. Billie Joe Armstrong ha mencionado que algunas de sus mayores influencias son las bandas seminales de hardcore punk Hüsker Dü y The Replacements, y que su influencia se nota especialmente en los cambios de acordes de las canciones. Green Day ha versionado «Don't Want to Know If You Are Lonely» de Hüsker Dü como cara B del sencillo «Warning», y el personaje «Mr. Whirly» en la canción del grupo «Misery» es una referencia a la canción de los Replacements del mismo nombre. Las bandas de hardcore del sur de California Social Distortion y Bad Religion también han sido citadas como influencias. Green Day versionaría la canción de los primeros «Another State of Mind» de su debut en 1983, Mommy's Little Monster como bonus track para 21st Century Breakdown.
La cantante Lady Gaga ha revelado su admiración a la banda, diciendo que en los 90 estaba obsesionada con el grupo; el primer disco que compró en su vida fue Dookie.

## Justicia social y política
En una entrevista, cuando se le preguntó su opinión acerca de que si todos los músicos deberían agregar un mensaje social o político a su trabajo, Armstrong respondió que «las únicas personas que deben cantar sobre temas sociales o políticos, son aquellas que no estén llenos de estupidez». American Idiot ha sido la voz de los «desilusionados por la América del milenio», el hecho de que haya sido lanzado dos meses antes que el presidente Bush fuera reelecto, hizo que el álbum se convirtiese en «arte de protesta».
Creado como un álbum antiguerra, American Idiot contiene muchas canciones de protesta, incluyendo, no solo la canción titular, sino también «Holiday», que satíricamente arremete contra la decisión de George W. Bush de invadir Irak. Armstrong describió la canción como «una batalla para salir de su propia ignorancia», según el líder del conjunto, es «no antiestadounidense, sino antiguerra».
En diciembre de 2006, Green Day y NRDC abrió un sitio web en colaboración para concientizar al público sobre la dependencia del petróleo.
El 20 de noviembre de 2016 la banda se presentó en los American Music Awards interpretando Bang Bang, en medio de la canción, Armstrong protestó su rechazo al presidente de Estados Unidos Donald Trump haciendo coro a "No Trump, no KKK, no fascist USA" (No a Trump, No a Ku Kux Klan, No a un Estados Unidos Fascista).

## Miembros
| Miembros actuales - Billie Joe Armstrong – voz, guitarras (1987-presente), armónica (1997-presente), piano, teclados (2008-presente) - Mike Dirnt – bajo (1988-presente); coros, ocasionalmente voz (1987-presente); guitarras (1987-1988) - Tré Cool – batería, percusión, ocasionalmente coros, voz y guitarra (1990-presente) Miembros de apoyo actuales - Jason White – guitarras, coros (1999-2012, 2016-presente; miembro oficial 2012-2016) - Jason Freese – teclados, piano, acordeón, saxofón, trombón, coros, ocasionalmente guitarra acústica (2004-presente) - Kevin Preston – guitarras, coros (2019-presente) | Miembros anteriores - Sean Hughes – bajo (1987-1988) - Raj Punjabi – batería, percusión (1987) - John Kiffmeyer – batería, percusión, coros (1987-1990; invitado una vez en 2015) Miembros de apoyo anteriores - Dave "E.C." Henwood – batería, coros (1990) - Garth Schultz – trombón, trompeta (1997-1999) - Gabrial McNair – trombón, saxofón (1999-2001) - Kurt Lohmiller – trompeta, percusión (1999-2004) - Mike Pelino – guitarras, coros (2004-2005) - Ronnie Blake – trompeta, percusión (2004-2005) - Bobby Schneck – guitarras, coros (2004-2005) - Jeff Matika – guitarras, coros (2009-2019) |

### Línea de tiempo
Miembros Oficiales
Miembros de apoyo en vivo

## Discografía
Álbumes de estudio
- 1990: 39/Smooth [151]
- 1991: Kerplunk! [152]
- 1994: Dookie [153]
- 1995: Insomniac [154]
- 1997: Nimrod [155]
- 2000: Warning [156]

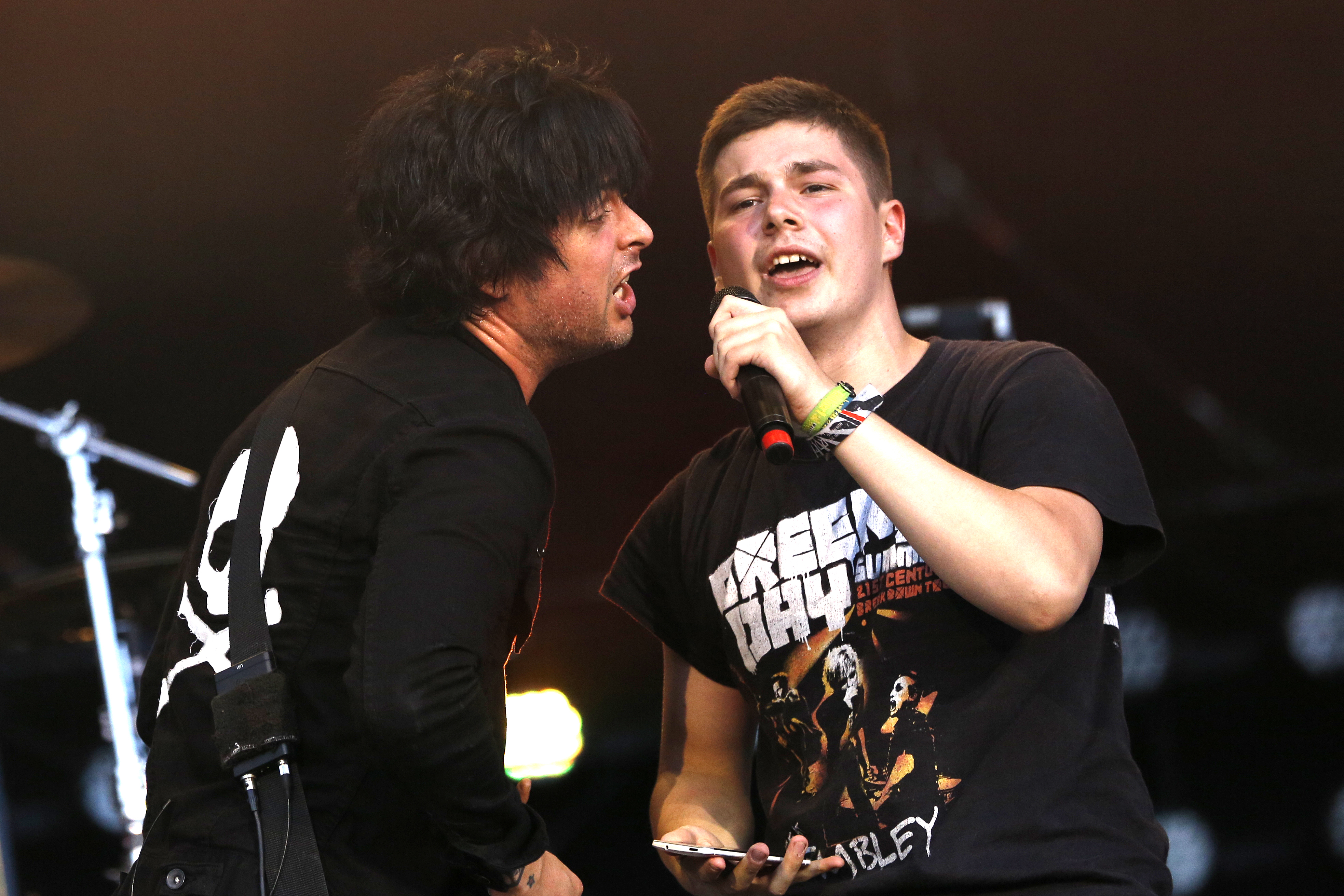
Durante los conciertos de la banda se suelen dar regalos o subir al público a cantar al escenario y convivir mucho con su audiencia.

- 2002: Shenanigans (Disco recopilatorio)
- 2004: American Idiot [157]
- 2009: 21st Century Breakdown [158]
- 2012: ¡Uno! [159]
- 2012: ¡Dos! [160]
- 2012: ¡Tré! [161]
- 2016: Revolution Radio[162]
- 2020: Father of All Motherfuckers[163]
- 2024: Saviors

## Giras musicales
*(Nota: No hay información concreta sobre las giras, ni nombre, pero cada álbum ha tenido su propia gira).
- 39/Smooth (1989) (independientes)
- Kerplunk Tour (1992) (independientes)
- Dookie Tour (1994-1995)[165]
- Insomniac Tour (1996)
- Nimrod Tour (1997-1998)[166]
- Warning World Tour (2000-2001)[167]
- Pop Disaster Tour (junto con Blink-182) (2002)[168][169]
- American Idiot World Tour (2004-2006)
- 21st Century Breakdown World Tour (2009-2010)[170]
- 99 Revolutions World Tour (antes llamado ¡Uno!, ¡Dos!, ¡Tré! World Tour) (2012-2015)[171][172]
- Revolution Radio Tour (2016-2017)[173]
- Hella Mega Tour (junto con Fall Out Boy y Weezer) (2021-2022)
- The Saviors Tour (2024)